# رغوة
الرغوة أو الزَّبَد مادة كيميائية تُشكّل بحبس جيوب من الغاز في داخل سائل أو صلب. ومن الأمثلة المعروفة الإسفنج ورغاوي الصابون. وفي معظم المواد الرغوية، يكون حجم الغاز كبيرًا، وتفصل المناطق الغازية عن المناطق السائلة أو الصلبة غشاء نحيف.

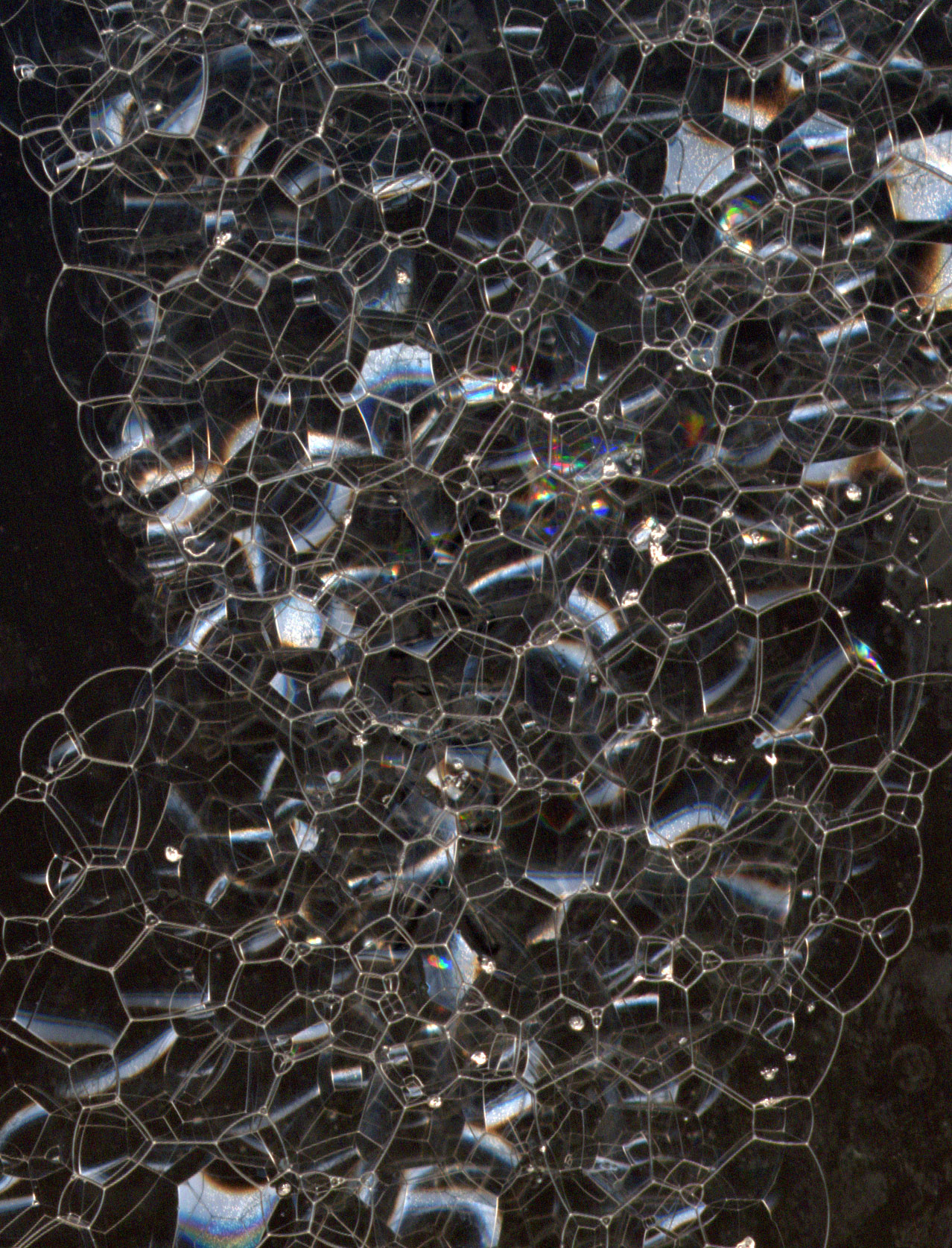
رغاوي صابون على شكل فقاعات

ومن التقسيمات الهامة للمواد الرغوية الصلبة:
- رغوة مقفلة الخلايا[2] فيها يُشكل الغاز جيوبًا منفصلة، وكل جيب محاط تمامًا بالمادة الصلبة - ومن الأمثلة وسادة النوم التي تنفصل فيها الجيوب فلا تُنقع أي لا يتخلّلها الماء.
- رغوة متفتحة الخلايا والتي تُسمّى الرغويات الشبكية أو المتشبكة - فيها تتّصل الجيوب الغازية - ومن الأمثلة إسفنجة الحمّام، حيث يمرّ الماء بسلاسة خلال الهيكل كلّه، مُزيحًا الهواء عن الجيوب.

والمواد الرغوية تُصنّف من الأوساط المتناثرة [الإنجليزية] حيث تتجاور مادّتين ولا تختلطان. وبوجه عام، يتواجد الغاز بكمية كبيرة، فينقسم إلى فقاعات غازية ذات أحجام مختلفة (ويُقال أنّ المادّة ذات تشتت متعدد) تفصلها مناطق سائلة قد تُشكّل غشاء عند كلّ سطح بيني، وتتضائل تلك الأغشية عند صرف السائل. وإذا كان مستوى هذه الظواهر صغيرًا، أي إذا كانت الرغاوي دقيقة جدًّا، قد يُعتبر هذا الوسط المتناثر مادةً غرويةً.
ويُستخدم مصطلح الرغوة لوصف ظواهر مشابهة للمعنى الأصلي، فتأتي تسميات: رغوة الكم ومطاط رغوي - ولا تتناولها هذه المقالة.

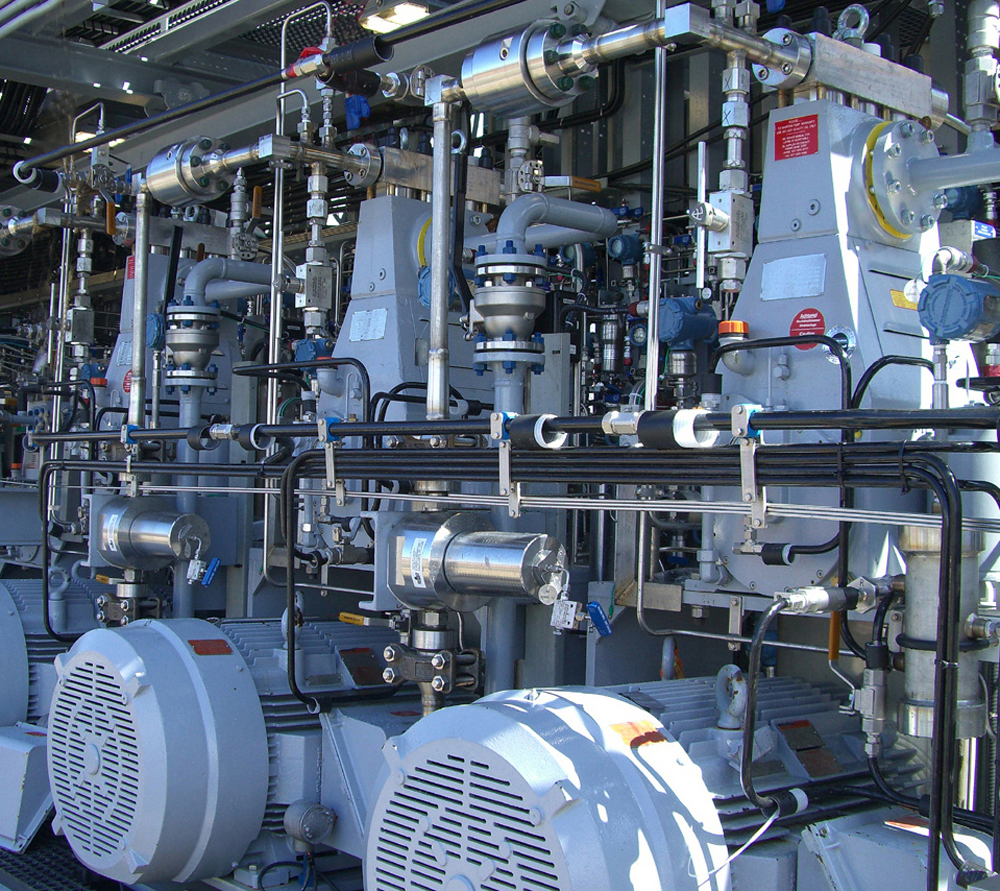
يضاف عامل مضاد للرغوة في عدة عمليات بتروكيماوية.

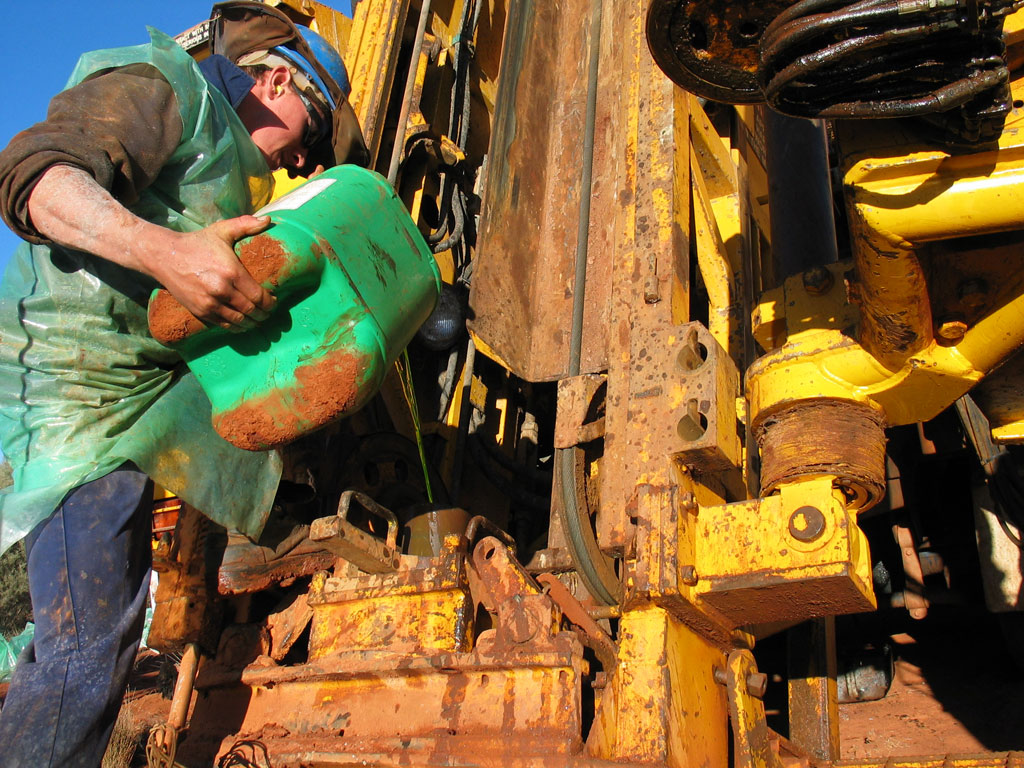
تصب المواد المضادة للرغاوي في عملية حفر الآبار النفطية.

## هيكل الرغويات

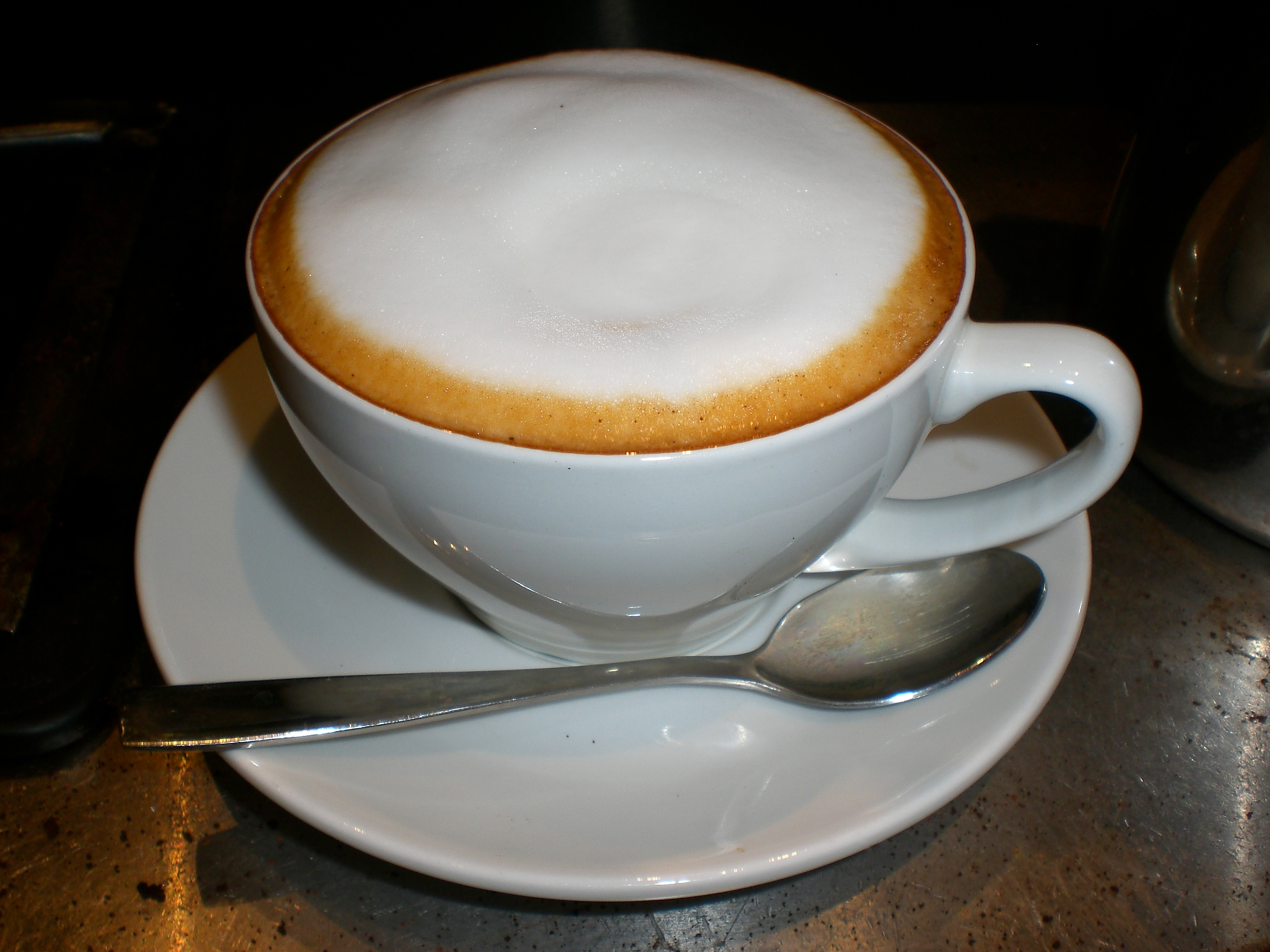
الكابتشينو تعتليه طبقة من رغاوي الحليب التي تُنتج بفعل البخار

في حالات كثيرة، تكون الرغويات أنظمة متعددة المستويات.
أحد المستويات مستوى الفقاعات، فالرغاوي الحقيقية تكون عادةً غير منتظمة فتتعدّد أحجام الفقاعات بها. عند الأحجام الكبيرة، تتّصل دراسة الرغاوي بمعالجة المثالية اتّصالًا وثيقًا بالمسائل الرياضية المتعلقة بالأسطح المتدنية [الإنجليزية] والفسيفساءات ثلاثية الأبعاد، والتي تُلقّب بأقراص العسل [الإنجليزية]. ويُعتقد أنّ هيكل وير فلان [الإنجليزية] تكاد تكون أفضل وحدة خلية في الرغاوي المرتّبة ترتيبًا مثاليًا. وتصف قوانين بلاتو [الإنجليزية] كيف تُنشئ أغشية الصابون هياكلًا رغوية.
وعلى المستوى الأدنى من مستوى الفقاعات يُصنّف سُمك الغشاء للرغاوي الجافّة نسبيًّا، والتي تُعتَبَر «شبكة» من الأغشية المترابطة التي تُسمّى رقائق [الإنجليزية] أو «صُفاحات». وفي الوضع المثالي، تُربط كلّ «رقيقة» بثلاث أخريات، بين كلّ رابطة والأخرى 120 درجة عند نقطة الاتصال التي تُسمى «حدّ بلاتو» (انظر قوانين بلاتو [الإنجليزية]).
وعلى المستوى الأدنى مطلقًا يُصنّف السطح البيني الفاصل ما بين الهواء والسائل عند طرف الغشاء. في معظم الأحيان، يستقرّ هذا السطح بفعل طبقة ذات هيكل محب وكاره للماء في نفس الوقت « أمفيفيل » يُصنع غالبًا من مؤثرات سطحية أو مستحلبات بيكرنج [الإنجليزية] أو «تكتلات» (associations) أكثر تعقيدًا (عكس تفكك).

## إنتاج الرغوة واستقرارها
يجب توفير عدة أشياء لإنتاج الرغاوي:

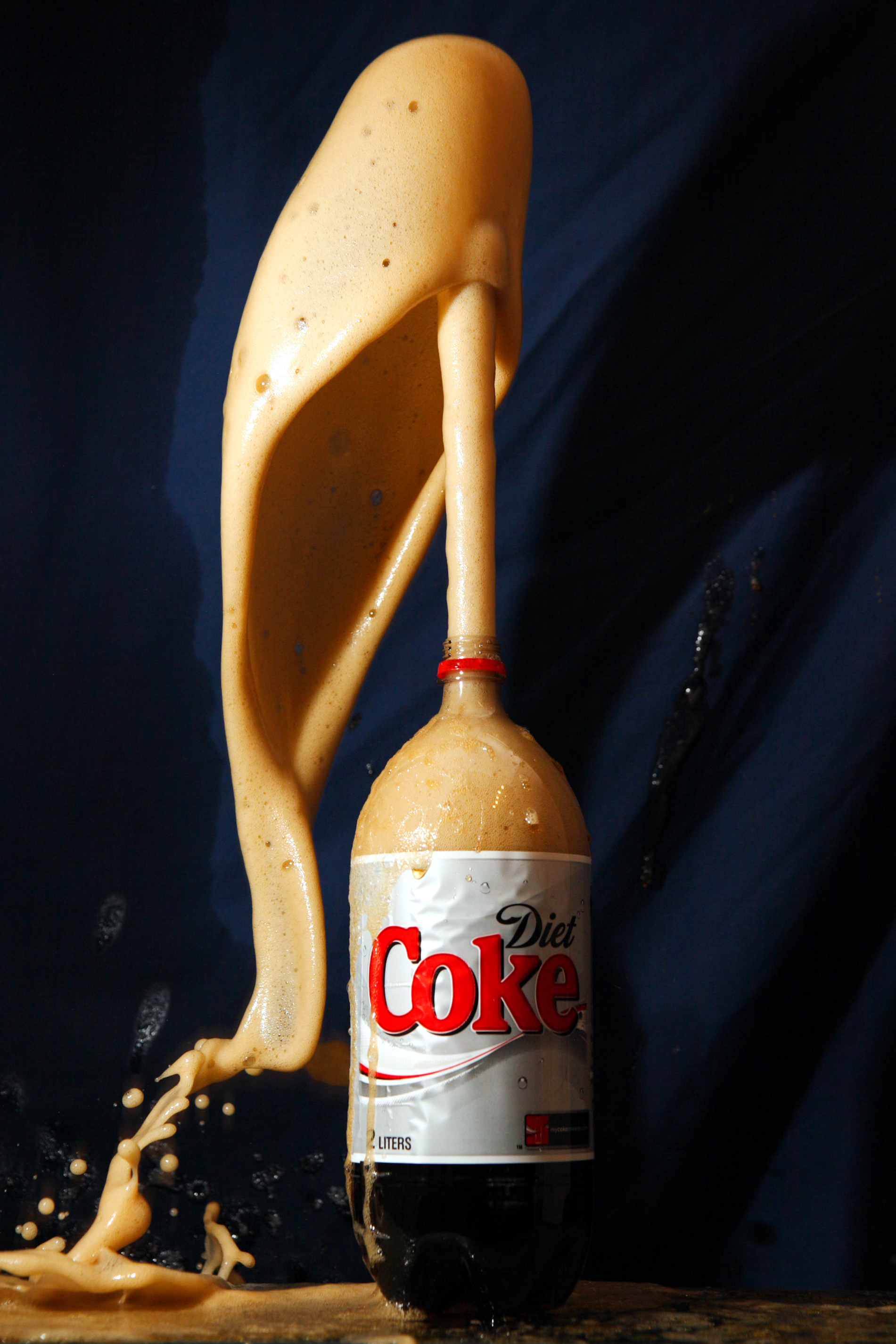
تفاعل كوكاكولا دايت مع مينتوس ينتج انفجار رغوي.

- شغل ميكانيكي (W) يُزيد المساحة السطحية (ΔA) بكمية تتوافق مع التوتر السطحي (γ) وفق الصيغة الرياضية W=γΔA
- مؤثرات سطحية تُخفّض التوتر السطحي. ويزداد استقرار الرغوة بفعل قوى فان دير فالس الناشئة ما بين جزيئات الرغوة، والطبقات الثنائية [الإنجليزية] الناشئة بفعل المؤثرات السطحية ثنائية القطب، وتأثير مارانغوني الذي يقوم بدور قوة استعادة [الإنجليزية] للرقائق.
- سرعة إنتاج تتعدّى سرعة التشتّت. وقد يسبب هذا التشتت عدّد من التأثيرات:

- أولًا الجاذبية والتي تُسبب صرف السائل إلى الأسفل،
- ثانيًا الضغط التناضحي والذي يُسبب الصرف من الرقائق إلى «أطراف بلاتو» بسبب فروق في التركيز الداخلي للرغوة،
- ثالثًا ضغط لابلاس والذي يسبب انتشار الغاز من الفقاعات الصغيرة إلى الكبيرة بسبب فرق الضغط. ويُمكن للأغشية أن تنكسر تحت ضغط التفكيك [الإنجليزية].

وقد تؤدي تلك التأثيرات إلى إعادة ترتيب هيكل الرغوة على مستويات أكبر من الفقاعات، وفق عمليات فردية أو جماعية وقد تكون هُيَارّية.

## الاختبارات وجس الخصائص

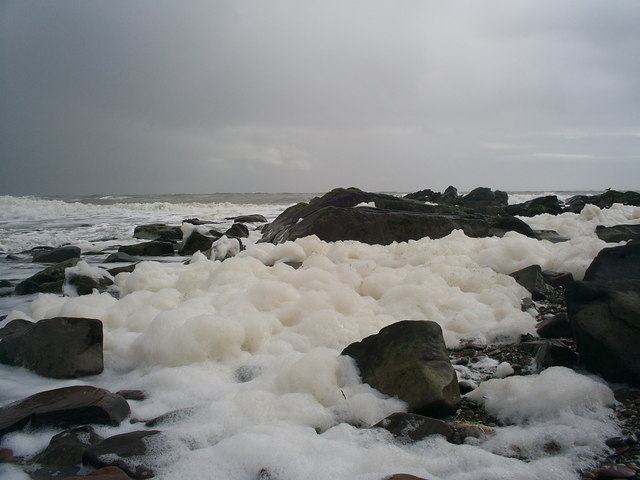
رغاوي أمواج البحر عند تحطمها على الساحل.

لأنّ الرّغوة وسط متعدد المستويات والاستخدامات ويشمل على ظواهر عديدة، يُدرس بأساليب عديدة.

## معرض صور

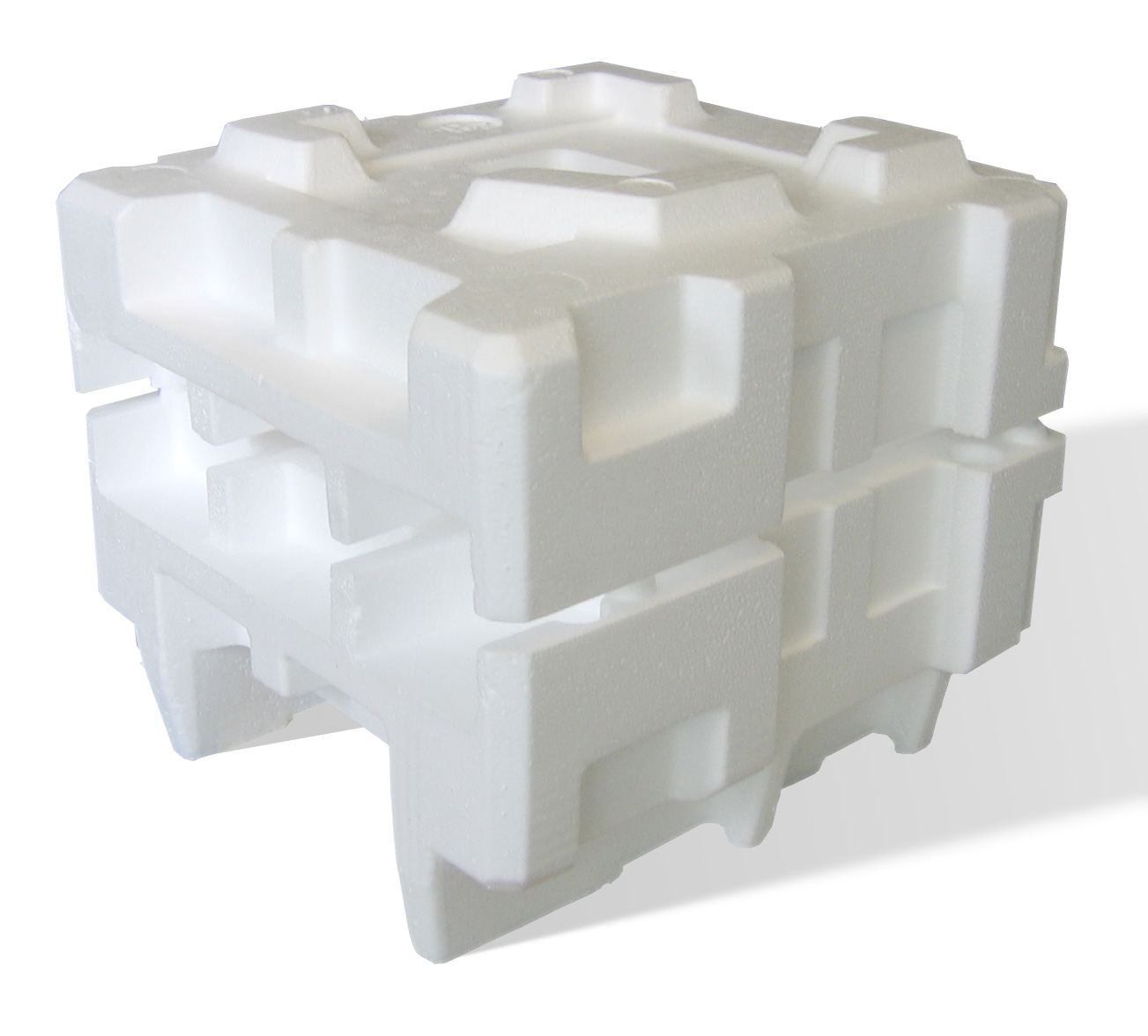
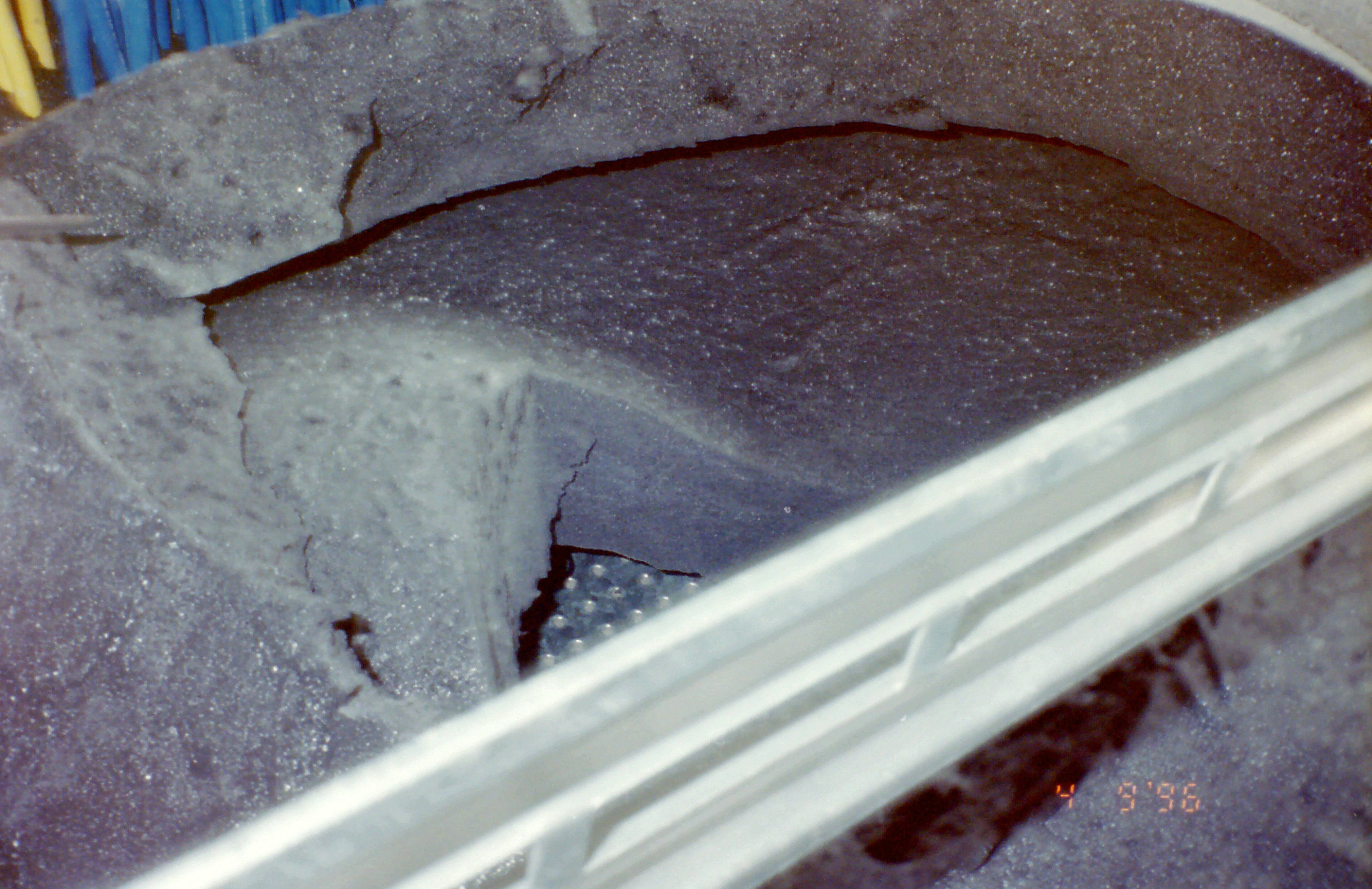
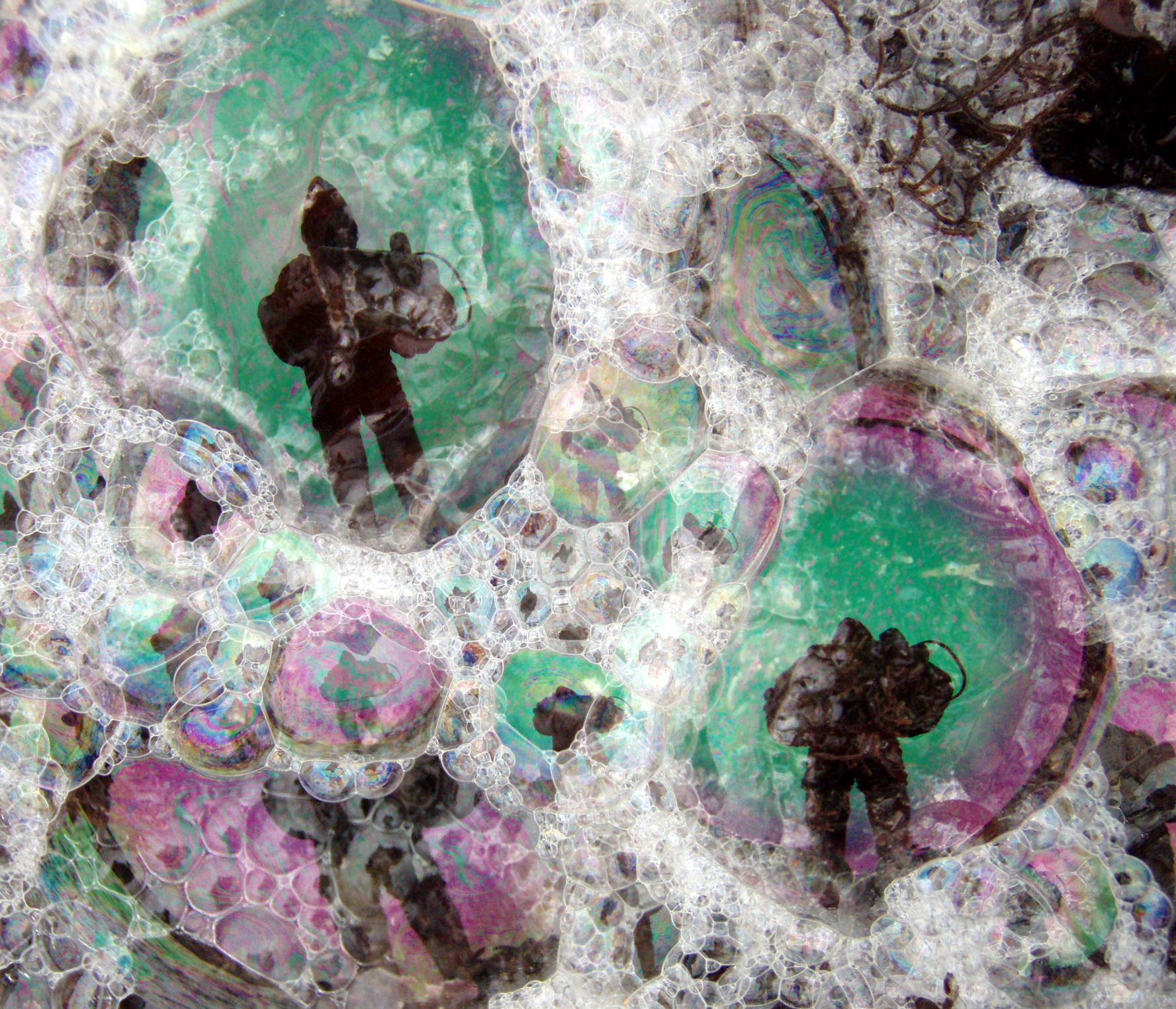
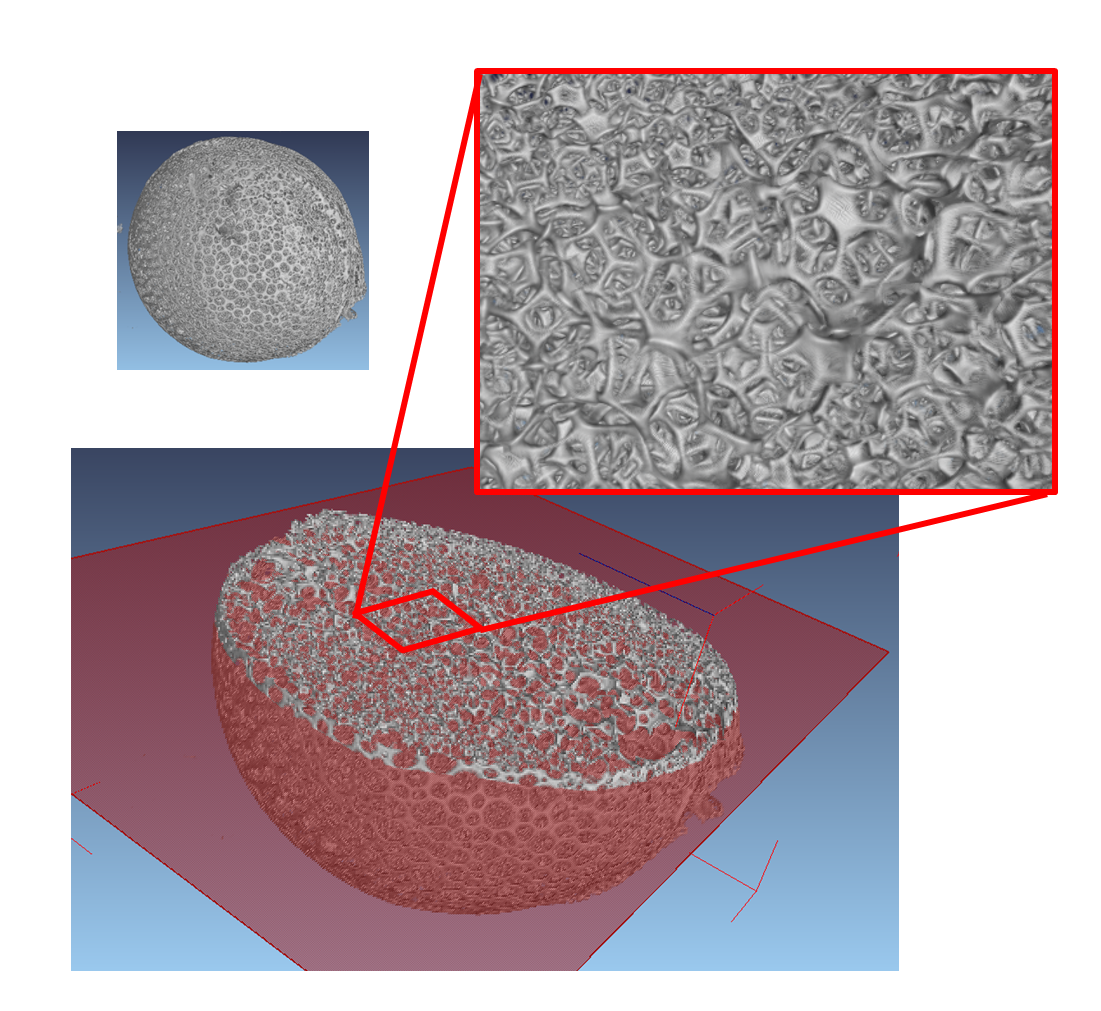
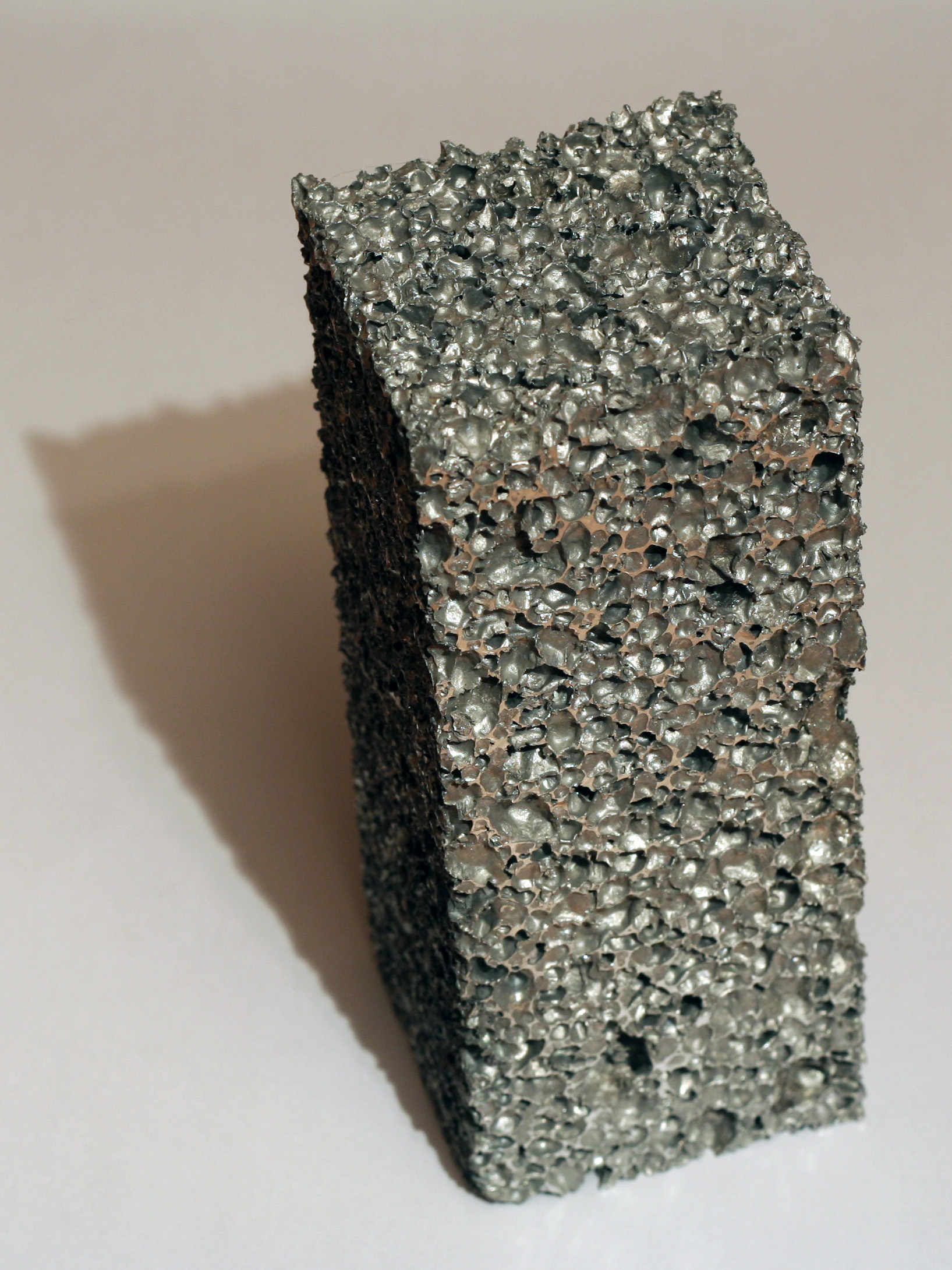
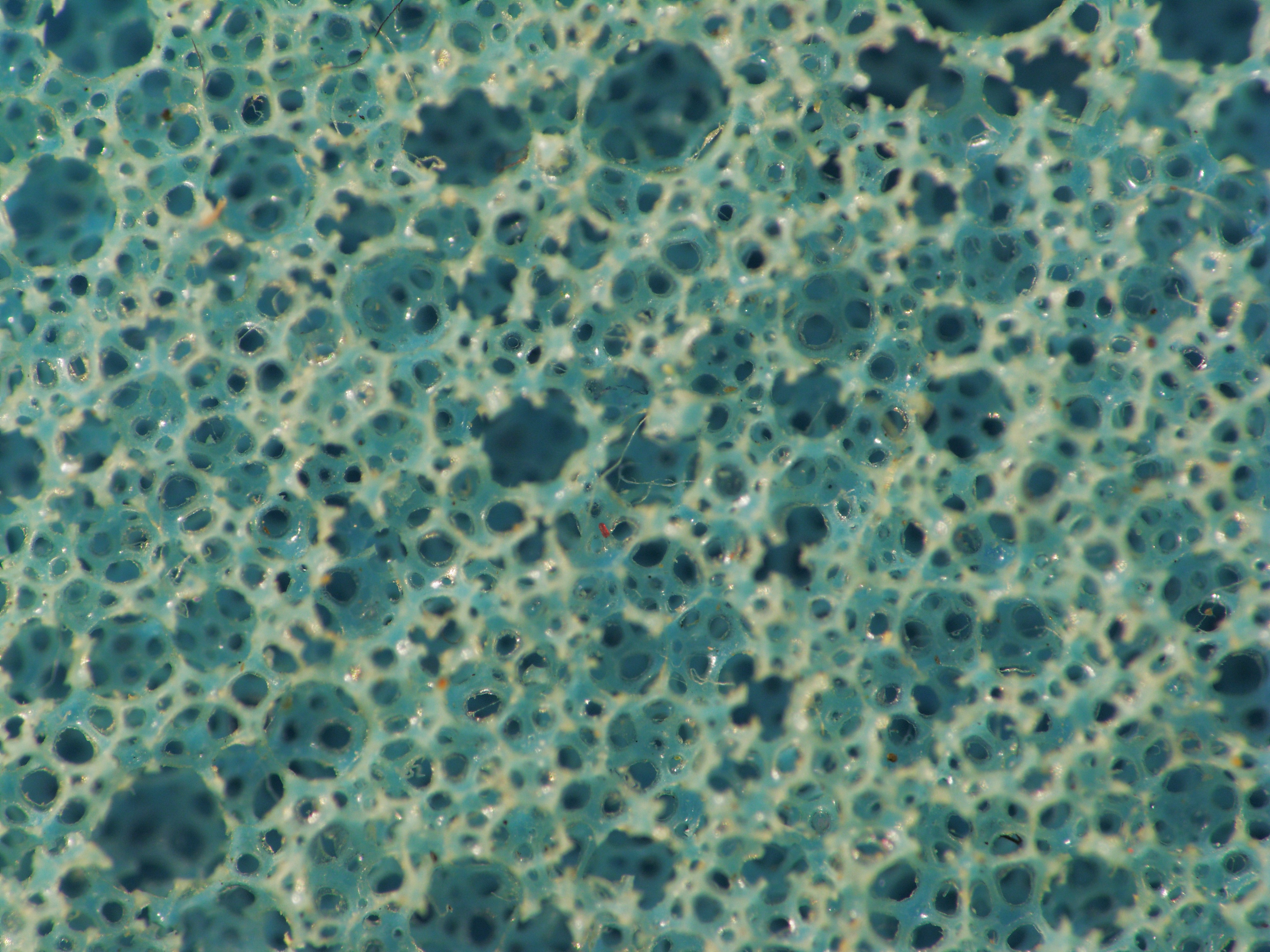